# Rab Butler
Richard Austen Butler, baron Butler af Saffron Walden KG CH DL PC (født 9. december 1902, død 8. marts 1982) repræsenterede de konservative i Underhuset fra 1929 til 1965. Han var medlem af Overhuset fra 1965 til sin død.

## Ledende politiker
Rab Butler var en højtstående politiker. Dog blev han aldrig premierminister. Butler var formand for det konservative parti fra 1959 til 1961. 

## Poster som minister
Rab Butler var uddannelsesminister i 1941 – 1945, arbejdsminister maj–juli 1945, finansminister i 1951 – 1955, indenrigsminister 1957 – 1962, vicepremierminister i 1962 – 1963 og udenrigsminister i 1963 – 1964.

## Andre poster i regeringen
Rab Butler var storseglbevarer (Lord Privy Seal) fra 1955 til 1959. I 1955 – 1961 var han også regeringens politiske ordfører i Underhuset (Leader of the House of Commons). 